# Saulx (rzeka)
Saulx – rzeka we Francji, przepływająca przez tereny departamentów Górna Marna, Moza oraz Marna, o długości 127 km. Stanowi dopływ rzeki Marny.